# Arquitectura civil de Sevilla

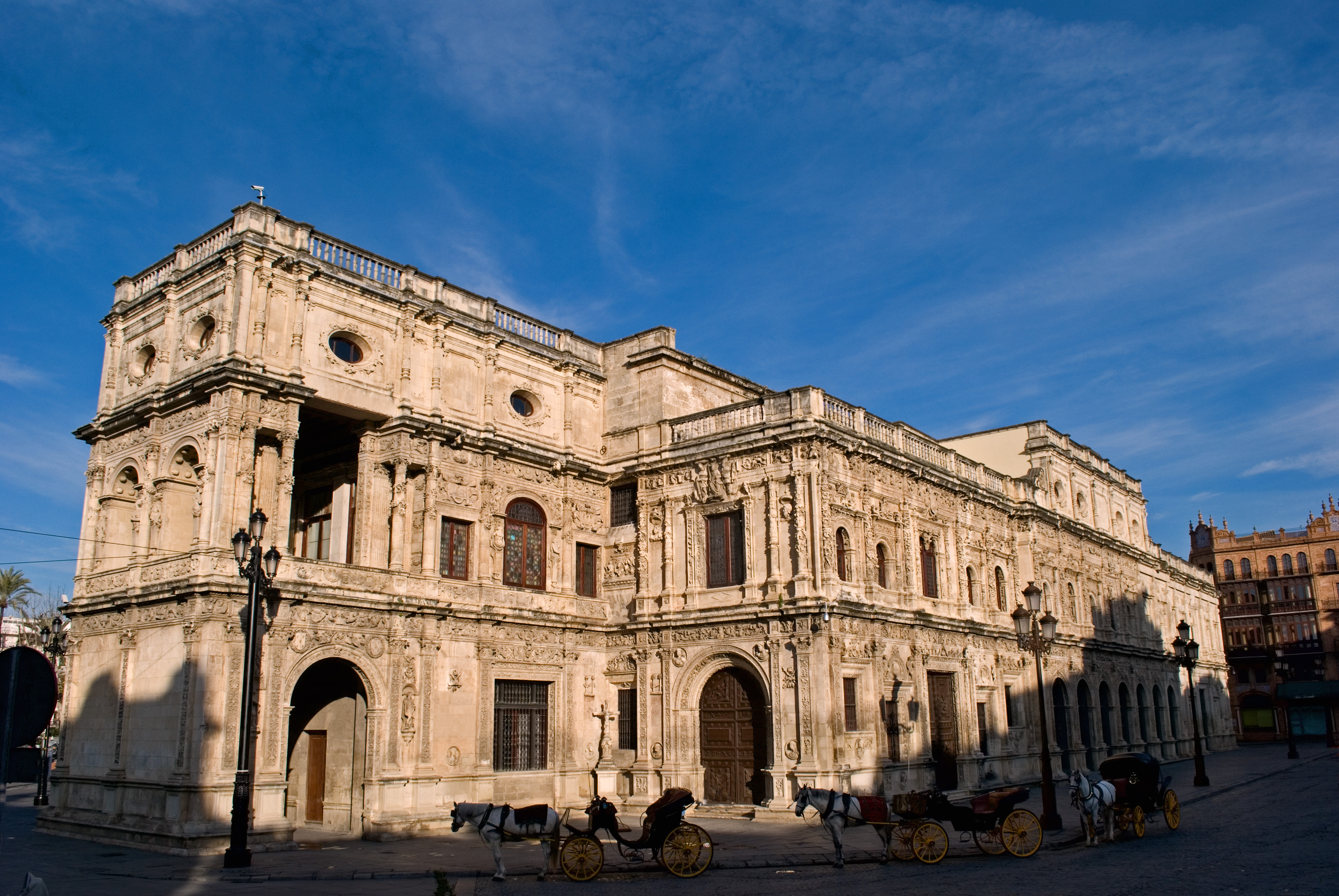
El edificio del Ayuntamiento de Sevilla, constituye una de las mejores muestras del estilo plateresco español.

Sevilla tiene una riqueza monumental de gran valor arquitectónico y turístico en la que destacan una serie de monumentos.

## Principales edificios

### Real Alcázar

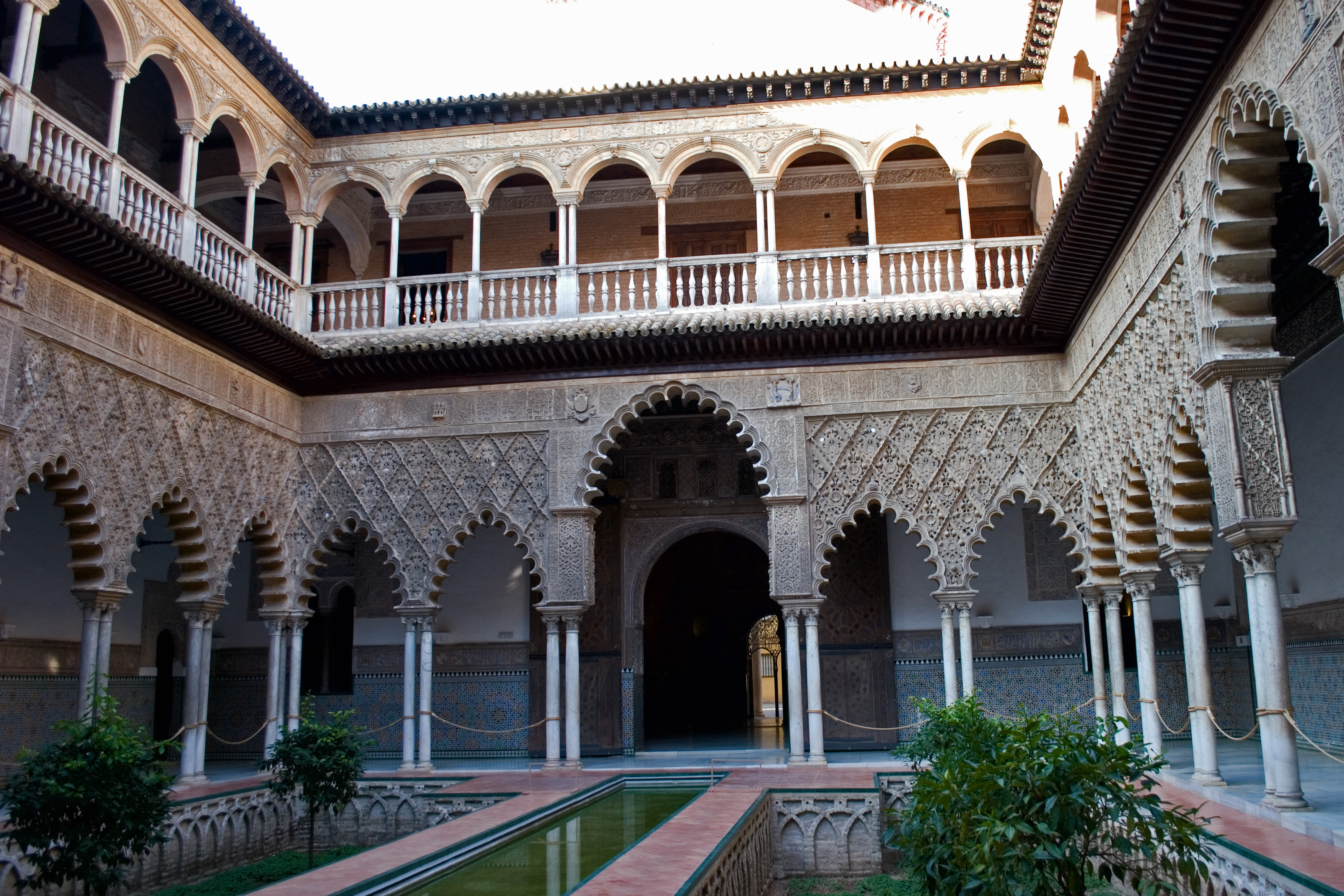
Patio de las Doncellas. Real Alcázar.

El Alcázar de Sevilla empezó a parecerse a como es hoy después del año 713, fecha en que la ciudad es conquistada por los árabes, quienes lo utilizaron como residencia real desde el año 720. En 1248, pasada la Reconquista de Sevilla, se alojó en el alcázar Fernando III. A partir de entonces el alcázar se convirtió en residencia de los reyes de España. Actualmente sigue siendo residencia de la familia real española, utilizada por sus miembros y diversas personalidades de visita en la ciudad.
El palacio es sede de varios actos institucionales, y los jardines se utilizan en verano para conciertos nocturnos. La Unesco declaró el conjunto del palacio y los jardines Patrimonio de la Humanidad en 1987.
Caminando a lo largo de las galerías y salas decoradas con bellos azulejos y admirando los techos mudéjares, desde el vestíbulo se llega al Patio de las Doncellas, patio principal, una obra maestra del arte mudéjar andaluz. Aquí se encuentra la Sala de los Reyes, la Sala de Carlos V conteniendo grandes tapices de Bruselas, el Salón del Emperador con azulejos del siglo XV y tapices flamencos y el famoso Salón de Embajadores, una sala cubierta por una cúpula semiesférica adornada de complicados arabescos dorados, todas tienen vistas al patio. La última es la habitación más importante del Alcázar.
Pasear por los Jardines del Alcázar puede ser uno de los paseos más agradables de Sevilla, donde se aúnan caracteres árabes, renacentistas y modernos. Están dispuestos en terrazas, de vegetación verdeante, multitud de naranjos y palmeras, con fuentes y pabellones donde se respira frescor y quietud, lugar para el sosiego y descanso en la calurosa ciudad.
El Terremoto de Lisboa de 1755 afectó al conjunto arquitectónico teniendo que realizarse importantes modificaciones, dándole entonces un toque barroco en el patio del crucero.

### Archivo de Indias

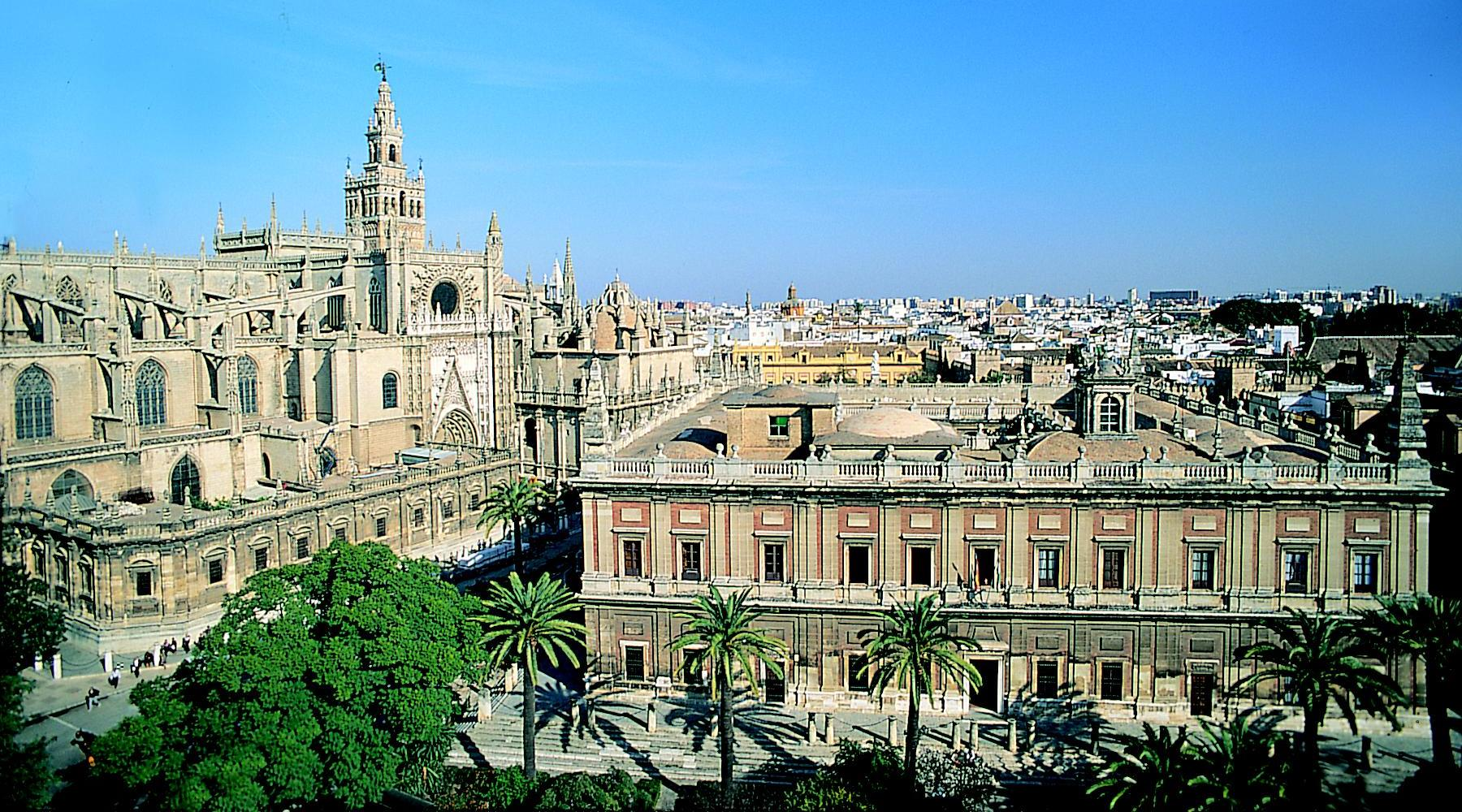
Archivo de Indias ubicado junto a la Catedral de Sevilla.

El Archivo General de Indias se creó en 1785 por orden del rey Carlos III, con el objetivo de centralizar en un único lugar toda la documentación referente a las colonias españolas, que hasta ese momento se distribuía, principalmente, en los archivos de Simancas, Cádiz y Sevilla. La Casa Lonja de Mercaderes de Sevilla, construida en época de Felipe II entre 1584 y 1598, por Juan de Mijares, sobre planos de Juan de Herrera, fue elegida como sede del archivo, tarea que desempeña hasta el día de hoy (2008).
Los primeros documentos llegaron en octubre de 1785. A partir de entonces, en diversas tandas, llegan al archivo documentos que hasta entonces habían pertenecido a distintas instituciones relacionadas con las Indias. Finalmente el archivo se convirtió en el mayor en cuanto a número de documentos de la administración española en el Nuevo Mundo y las Filipinas.
A fecha de 2008 los documentos, dispuestos en hilera, ocupaban más de nueve kilómetros. Se trata de más de 43.100 legajos con unos 80 millones de páginas y 8.000 mapas y dibujos que proceden, fundamentalmente, de los organismos metropolitanos encargados de la administración de las colonias.
En 2008 era el mayor archivo existente sobre la actividad de España en América y Filipinas conteniendo información sobre la historia política y la historia social, la historia económica y la de las mentalidades, la historia de la Iglesia y la historia del arte o la geografía de aquellos territorios. Guarda una gran cantidad de piezas de gran valor histórico: textos autógrafos de Cristóbal Colón, Fernando de Magallanes, Vasco Núñez de Balboa, Hernán Cortés, Francisco Pizarro toda esta documentación está al servicio de los investigadores pasan cada año por el archivo.
El Archivo es uno de los archivos generales (junto con el de la Corona de Aragón y el de Simancas) pertenecientes al Estado español. En 1987 fue declarado Patrimonio de la Humanidad por la Unesco junto a la Catedral, la Giralda y los Real Alcázar de Sevilla.
El Archivo está regido por el Patronato del Archivo General de Indias, creado por Real Decreto de 34 de junio (BOE 25 de junio de 2005) en el que participan el Ministerio de Cultura, la Junta de Andalucía, el Ayuntamiento de Sevilla, el Consejo Superior de Investigaciones Científicas, las Universidades de Sevilla, siendo además vocales natos, diferentes personalidades del mundo de la cultura

### Torre del Oro

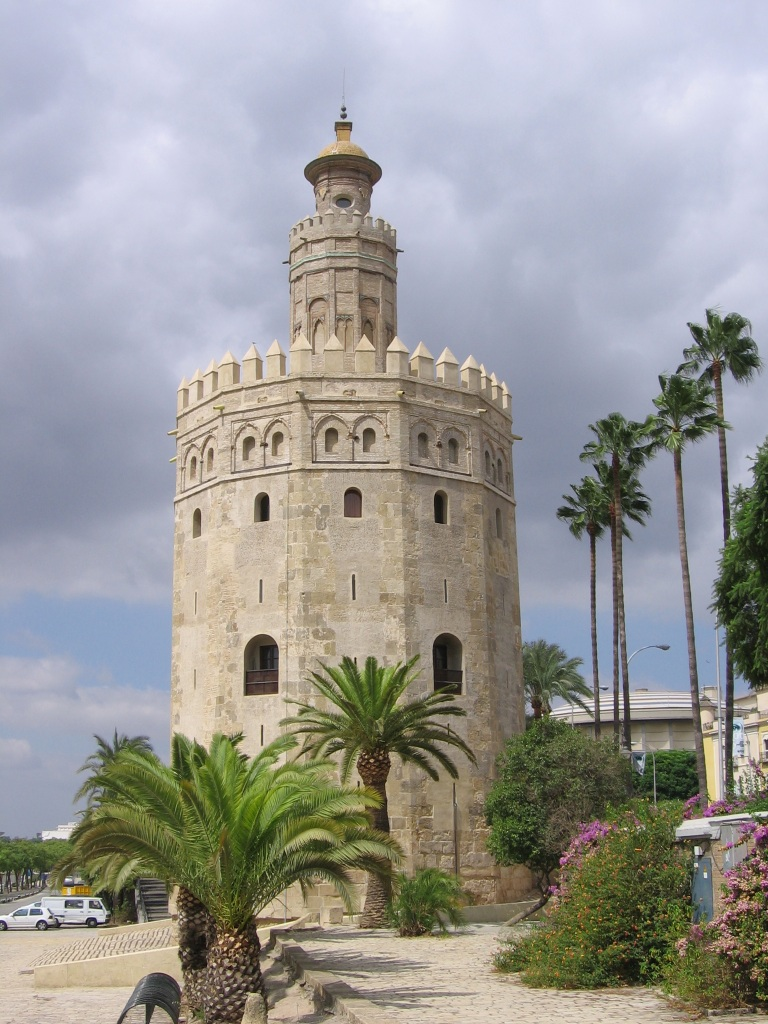
La Torre del Oro

La Torre del Oro, situada a orillas del río Guadalquivir, fue mandada levantar por Ibn Uhla, último gobernador almohade de la ciudad, en 1221. La finalidad inicial del edificio fue proteger el paso del arenal mediante la construcción de una muralla desde ella a la Torre de la Plata. De hecho la puerta de acceso actual fue, en realidad, la del adarve de la muralla; su cota al nivel del suelo ha sido dado por la ascensión del suelo durante los últimos siglos. El volumen más alto es un añadido de 1760, obra de Sebastián Van der Borcht.
La torre sirvió, además de prisión en la Edad Media y de recinto seguro para guardar, a veces, los metales preciosos traídos periódicamente por la flota de Indias. Actualmente (2008) es Museo Naval. Contiene grabados, cartas marinas, maquetas, instrumentos antiguos de marear (navegar) así como documentos históricos. Traza una imagen de la historia naval de Sevilla, de la importancia de su río y de la huella de marinos ilustres.
Sufrió en varias ocasiones el intento de derribo para diversos provechos, la primera vez fue después del terremoto de Lisboa de 1755 al cual sobrevivió, años más tarde se reconstruyeron los desperfectos que causó el terremoto en la torre. La segunda vez que corrió peligro fue durante la Revolución de 1868, que se puso a la venta para aprovechar sus materiales, los sevillanos se rebelaron a la demolición. En el año 2005 se realizó su última restauración, devolviéndole parte del esplendor perdido por las inclemencias del tiempo, el vandalismo y la contaminación atmosférica.

### Plaza de toros de la Real Maestranza de Caballería de Sevilla

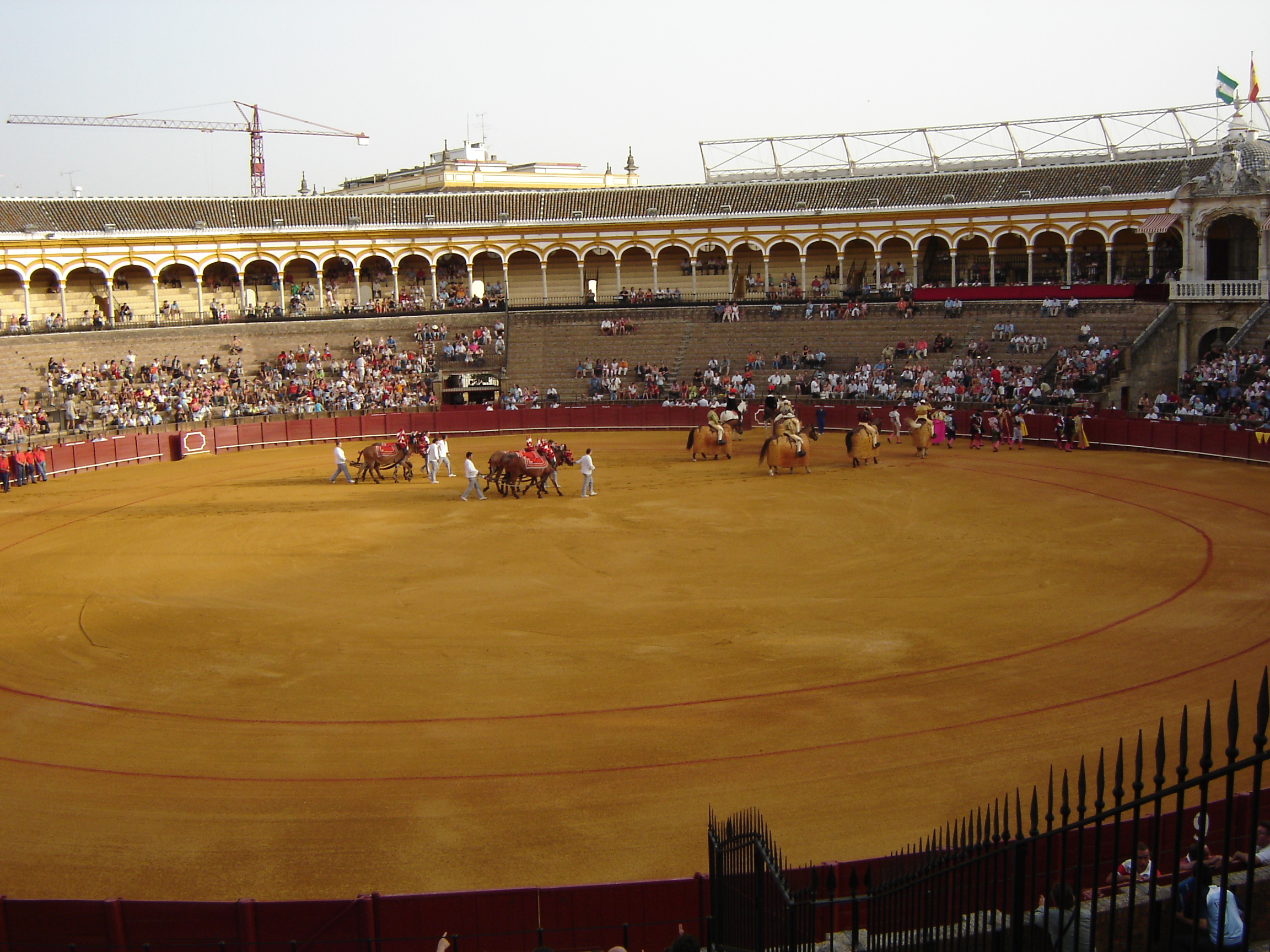
Interior de la Plaza

La Plaza de toros de la Real Maestranza de Caballería de Sevilla es considerada como uno de los cosos taurinos más antiguos de España. Es sede de las corridas de toros de la ciudad. Es considerada uno de los centros de atracción turística más populares de la ciudad y está entre los monumentos más visitados de la misma. Tiene capacidad para 12.500 personas.
La plaza de toros se empezó a construir en 1749 en sustitución de la plaza de toros rectangular ubicada en el lugar y duró su construcción muchos años, ya que se fue haciendo por fases, en 1765 se construyó la fachada interior de la plaza llamada Palco del Príncipe este palco consta de dos cuerpos: la puerta de acceso a la plaza y por la que salen los toreros triunfadores, y el palco propiamente dicho, de uso exclusivo de la Familia Real. Entre 1914 y 1915 se reformó el tendido en piedra, cambiándolo por uno de ladrillo, y se reconstruyeron todos los tendidos para coneguir pendientes más suaves.
Cerca de la plaza existen estatuas de toreros sevillanos famosos, destacando la de Curro Romero. El Museo Taurino de la Real Maestranza de Caballería, creado en 1989, se encuentra bajo los graderíos de la Plaza de Toros de y fue creado en 1989.

### Plaza de España

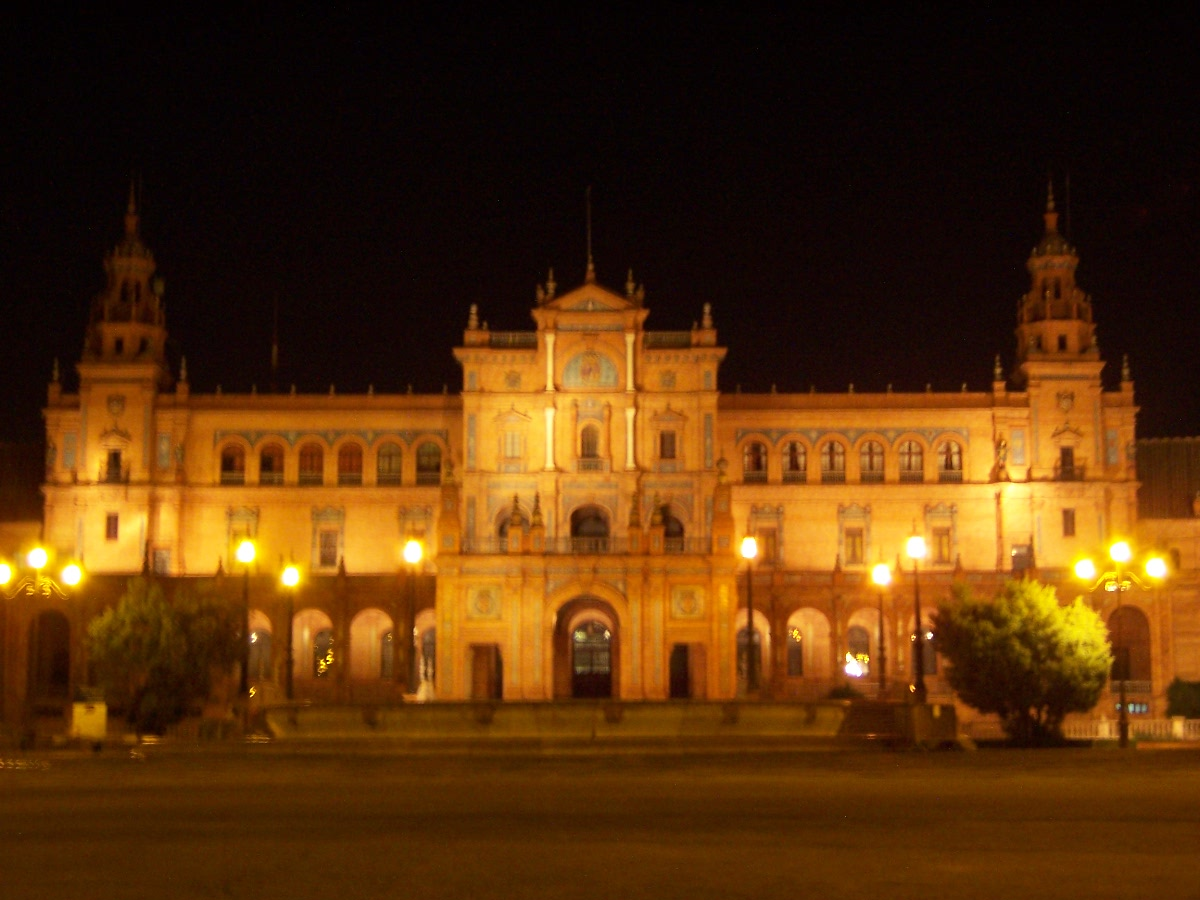
Plaza de España iluminada

La Plaza de España de Sevilla configura uno de los espacios abiertos más grande de la arquitectura regionalista. Fue encargada su construcción al arquitecto Aníbal González , para la Exposición Iberoamericana del año 1929. Dicha exposición fue inaugurada desde la plaza por Alfonso XIII.
Por sus dimensiones, de 50.000 metros cuadrados, de los que 19.000 están edificados y los 31.000 restantes son espacio libre, y el canal que ocupa 515 metros de longitud con 200 metros de diámetro y un área de 14.000 metros cuadrados, la convierten en una de las obras más espectaculares del panorama español, con mezcla de estilos múdejar, gótico y renacentista. La obra comenzó en 1914, terminándola en 1928 el arquitecto Vicente Traver tras la dimisión de Aníbal González como arquitecto director en 1926. Está situada dentro del Parque de María Luisa. La entrada es libre y se cierra su acceso a partir de las diez de la noche.
Tiene forma semicircular que simboliza el abrazo de España y sus antiguas colonias y mira hacia el río como camino a seguir hacia América. Está decorada con en ladrillo visto, mármol y cerámica dándole un toque renacentista y barroco en sus torres.
Fue la obra más costosa de la exposición y el único elemento ajeno a ella es la fuente central, obra también de Vicente Traver. El canal que contiene es cruzado por 4 puentes que representan los 4 antiguos reinos de España. En las paredes se encuentra una serie de bancos y ornamentos de azulejos que forman espacios alusivos a las 48 provincias españolas; en ellos se representan mapas de las provincias, mosaicos sobre hechos históricos y escudos de cada capital de provincia.
En un principio tras finalizar la exposición su destino era formar parte de la Universidad de Sevilla, esa es la razón de las hornacinas existentes en cada una de las provincias. Tras haber sido utilizada para su cometido principal, pasó a formar parte del gobierno militar, sirviendo sus estancias como ubicación de la Capitanía General, albergando años después la delegación del Gobierno central en Andalucía y al mismo tiempo el Museo Militar de Sevilla.

## Otros edificios históricos
- Antigua Audiencia

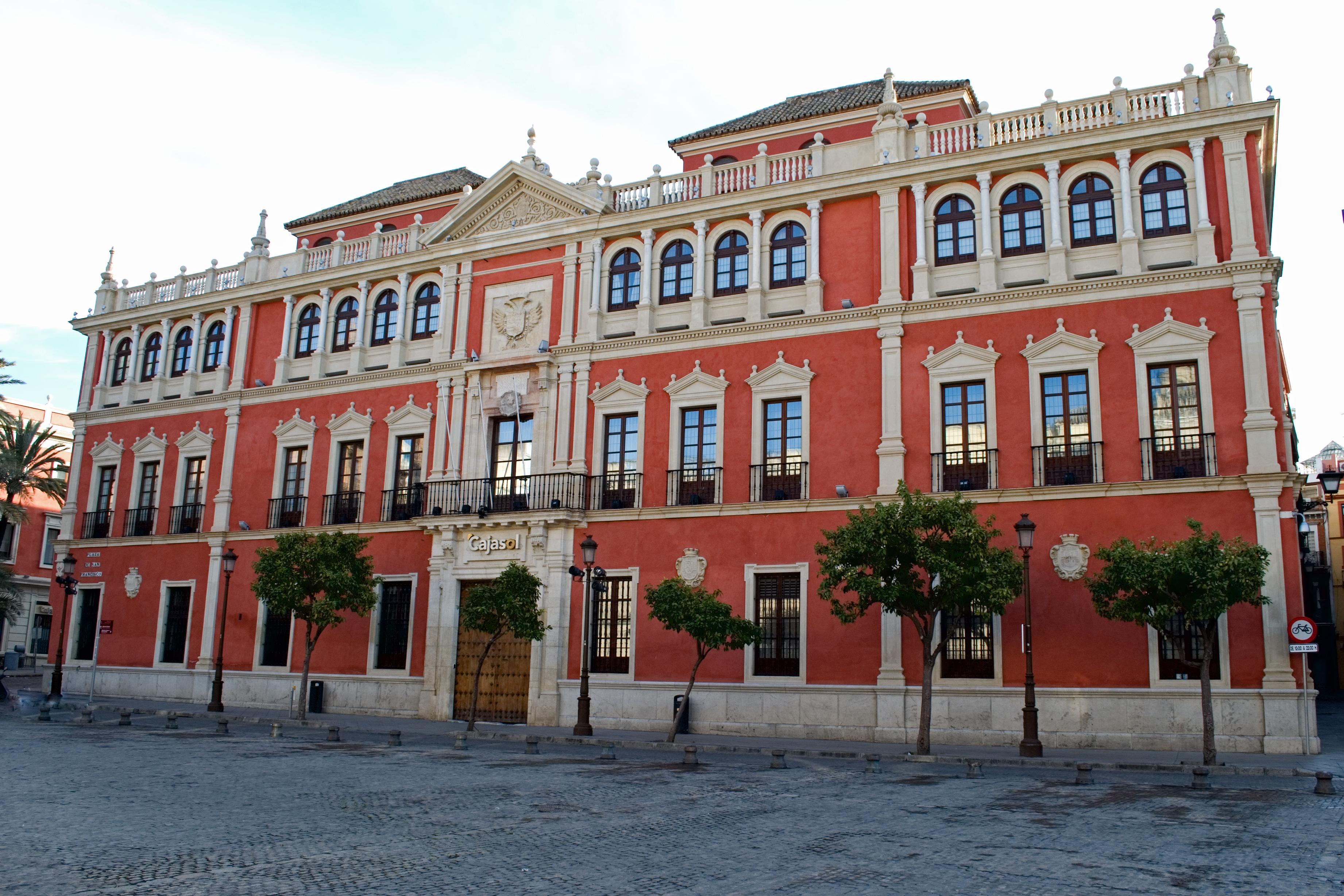
Antigua Audiencia de Sevilla

Construida entre 1595 y 1597, está situada en la Plaza de San Francisco. Ha sufrido numerosas reformas a la largo de su historia. Fue reformada en los siglos XVI y XIX y en 1924 Aníbal González recompuso la fachada e interior. La última gran remodelación se efectuó en 1983, de la mano de Rafael Manzano, recuperándose con todo su esplendor para Sede de la Caja de Ahorros Caja San Fernando, actualmente fusionada en la entidad Cajasol. Además posee una interesante colección pintura y escultura, entre las que se encuentran obras de Murillo o Gonzalo Bilbao, así como una colección de tapices Flamencos de los siglos XVI y XVII.
- Archivo Histórico Provincial de Sevilla
- Ateneo de Sevilla
- Caños de Carmona
- Ayuntamiento
- Casa del Rey Moro
- Corral del Coliseo
- Costurero de la Reina

- Hotel Alfonso XIII

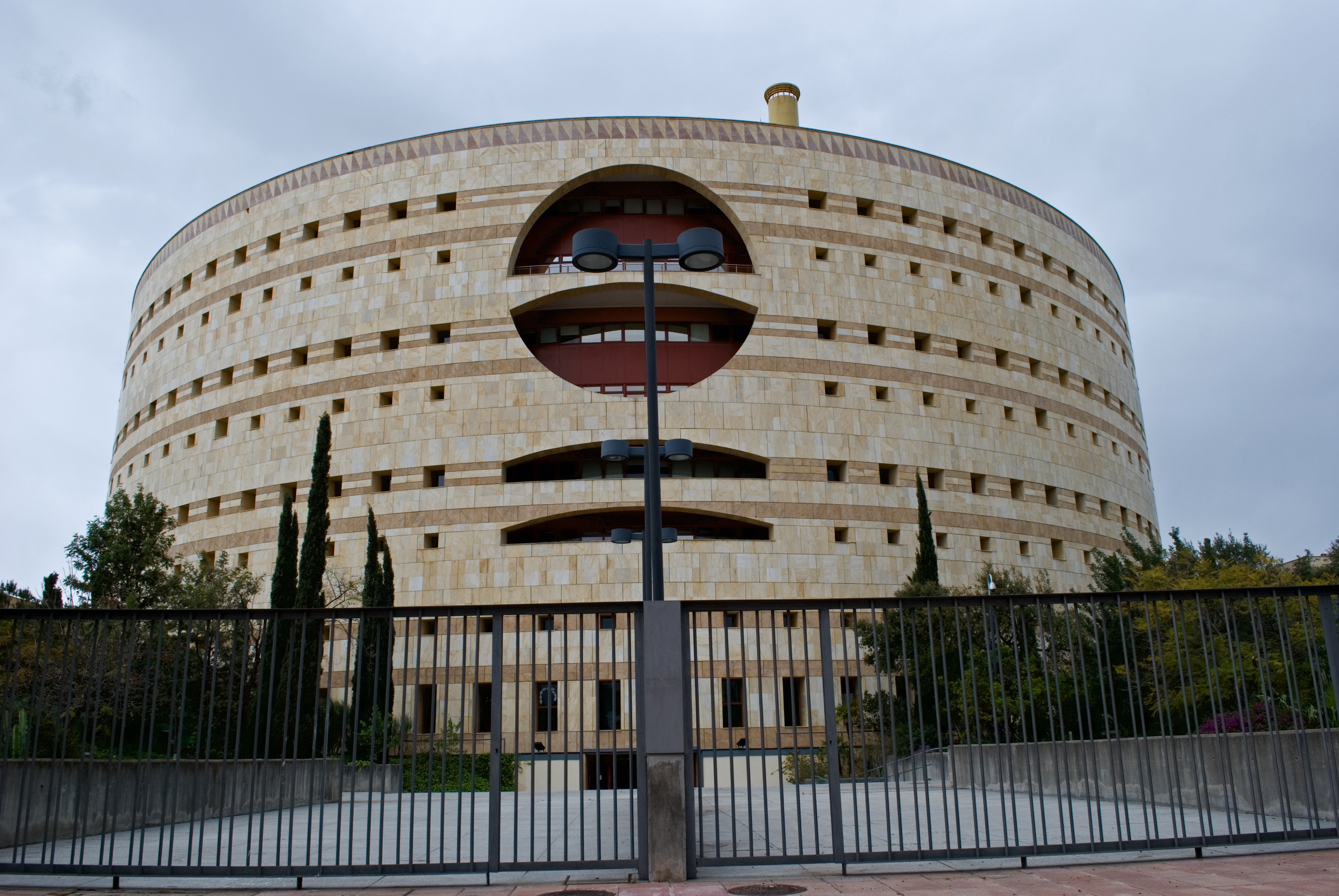
El edificio Torre-Triana, del arquitecto navarro Francisco Javier Sáenz de Oiza, constituye una de las mejores muestras de la arquitectura moderna en la ciudad de Sevilla.

- Metropol Parasol de la Encarnación
- Parlamento de Andalucía (Antiguo Hospital de las Cinco Llagas)
- Real Casa de la Moneda
- Real Fábrica de Tabacos
- Palacio de San Telmo
- Teatro Lope de Vega

### Palacios
| Palacios principales - - Casa de Pilatos - Palacio de la condesa de Lebrija - Palacio de las Dueñas - Palacio de San Telmo - Palacio de Yanduri - Casa de los Pinelo - Palacio de Mañara - Palacio de Altamira | Otros - - Casa de las Sirenas - Palacio de los marqueses de Dos Hermanas - Casa de las Águilas - Palacio de los marqueses de Salinas - Antigua escuela francesa - Casa palacio del actual Instituto Británico - Palacio de los marqueses de Villapanés - Palacio de los condes de Santa Coloma - Palacio del marqués de Pumarejo - Casa palacio en plaza de San Martín - Casa de los Guardiola, palacio del conde Aguiar - Palacio de Monsalves - Palacio del marqués de la Motilla |

### Edificios delsigloXX
- Banco de España  1928, Antonio Illanes del Río
- Antiguo edificio del SENPA en calle Castelar, 1930-34, Juan J. López Sáez
- Edificio Aurora en Avenida de la Constitución, 1933-1936, Antonio Illanes del Río
- Edificio Elcano en Avenida de la Raza, 1953, J. Galnares Sagastizabal
- Sede del colegio de médicos en Avenida de la Borbolla, 1969-1974, Rafael de la Hoz Arderius y Gerardo Olivares
- Sede del colegio oficial de arquitectos en plaza del cristo de Burgos, 1976-1979, Enrique Perea Caveda y Gabriel Ruiz Cabrero
- Torre-Triana
- Torre Schindler
- Teatro de la Maestranza

## Arquitectos más destacados en la arquitectura de Sevilla
| - Siglo XVI - Diego de Riaño - Hernán Ruiz, el Joven | - Siglo XVII - Juan de Oviedo - Leonardo de Figueroa | - Siglo XVIII - Vicente Acero - Matías de Figueroa - Antonio Matías de Figueroa - Ambrosio de Figueroa - Diego Antonio Díaz | - Siglo XIX - Fernando de Rosales - Juan Talavera y de la Vega | - Siglo XX - Aníbal González - Juan Talavera y Heredia - José Espiau y Muñoz - Alberto Balbontín de Orta - Antonio Delgado y Roig - Guillermo Vázquez Consuegra - Estudio Cruz y Ortiz (Antonio Cruz Villalón y Antonio Ortiz García) |

## Urbanismo

### Plazas
- Patio de Banderas
- Plaza de América
- Plaza de España
- Plaza del Triunfo
- Plaza Nueva
- Plaza de San Francisco
- Plaza del Salvador

#### Puertas de la Murallaconservadas
- Puerta de la Macarena
- Puerta de Córdoba
- Postigo del Aceite
- Postigo de la Judería

### Parques y jardines

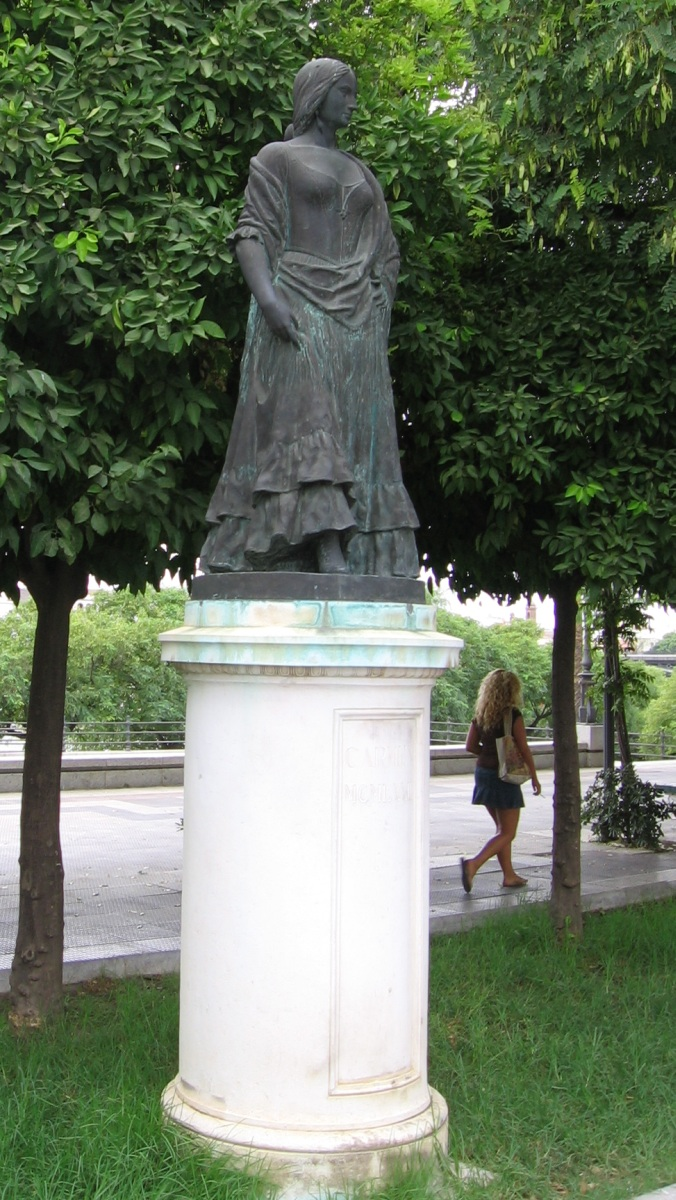
Estatua de Carmen en el Paseo Alcalde Marqués de Contadero

| - Alameda de Hércules - Parque del Alamillo - Parque de María Luisa - Parque de los Príncipes - Parque Amate - Parque José Celestino Mutis - Parque Metropolitano de la Cartuja - Jardines del Real Alcázar - Jardines de Catalina de Ribera - Jardines de Murillo | - Jardines de las Delicias - Jardín Americano - Jardín Este - Jardines de Cristina - Jardines Chapina - Jardines de la Buhaira - Jardines de San Telmo - Jardines del Guadalquivir - Jardines del Valle - Jardines del Prado |

### Museos y galerías
- Museo de Bellas Artes
- Museo Arqueológico
- Museo de Artes y Costumbre Populares
- Casa de la Memoria de al-Ándalus
- Centro Andaluz de Arte Contemporáneo
- Centro de Arte Contemporáneo MP
- El Balcón de Andalucía
- Museo de Carruajes
- Museo de Geología
- Museo Histórico Militar
- Museo Taurino
- Museo Casa de Murillo
- Museo del Baile Flamenco
- Tesoro de la catedral de Sevilla
- Torre de los Perdigones

### Puentes
- Puente de la Barqueta
- Puente del Alamillo
- Puente de las Delicias

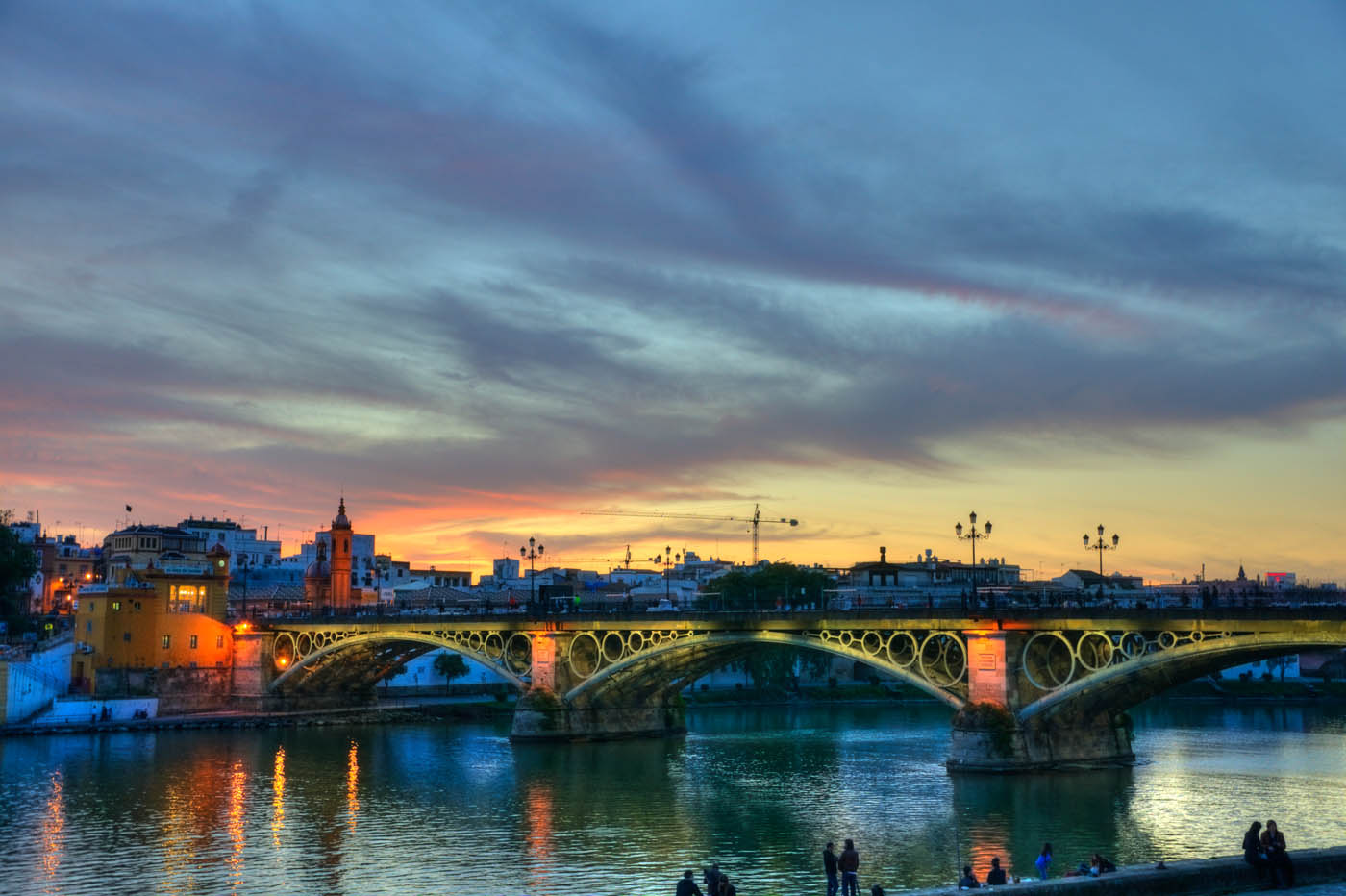
El Puente de Triana es el más antiguo de los que atraviesan el río Guadalquivir en la ciudad de Sevilla, separando el barrio de Triana, del resto de la ciudad.

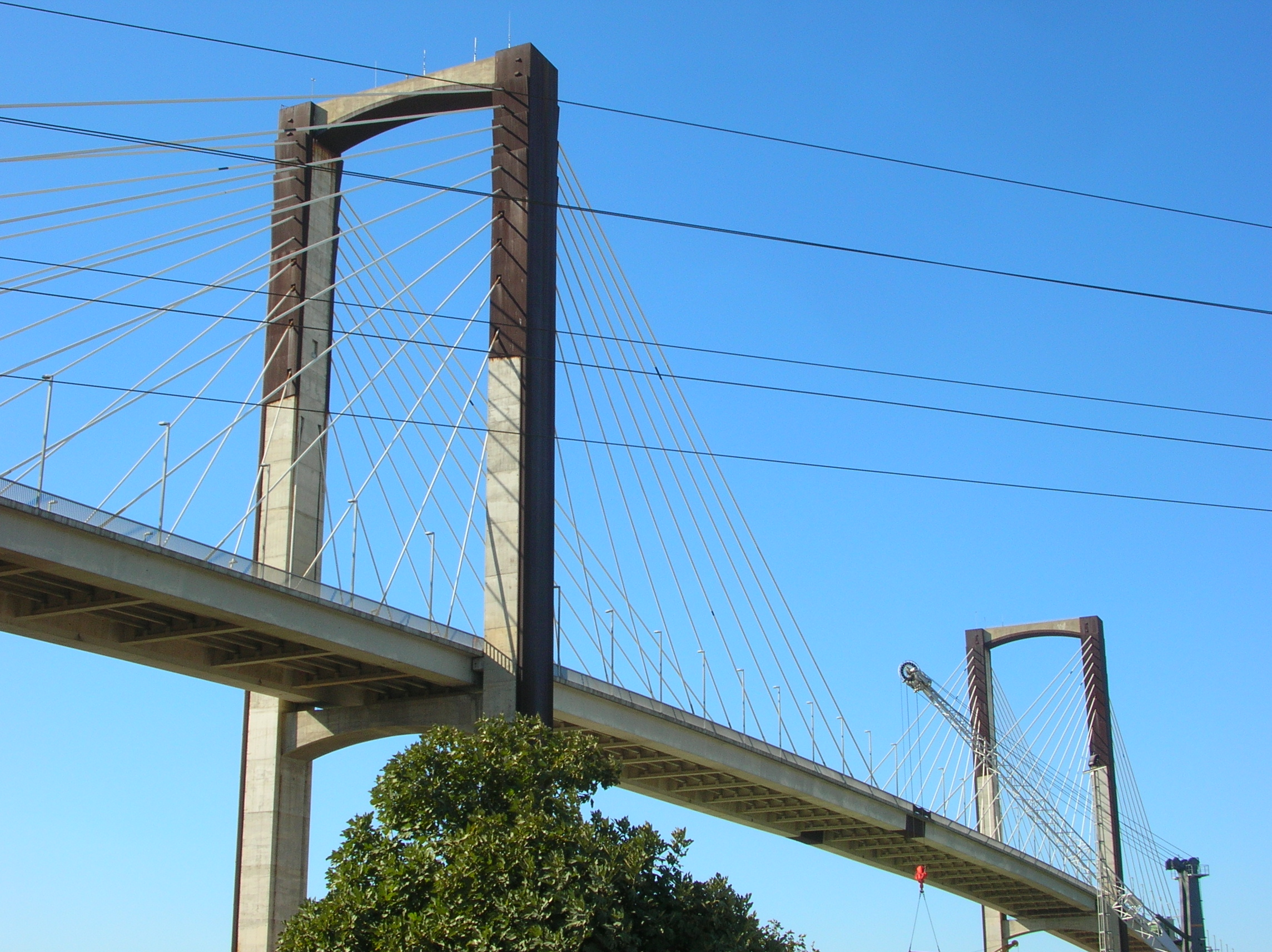
Puente del Centenario.

- Puente del Cristo de la Expiración
- Puente de Los Remedios
- Puente del Centenario
- Puente de San Juan
- Puente de San Telmo
- Puente de Triana
- Puente Reina Sofía
- Puente Rey Juan Carlos I

## En las artes y la cultura popular
La arquitectura de Sevilla ha dado lugar a numerosas valoraciones más o menos poéticas a lo largo de la historia, y ha sido asociada a diversos ideales que supuestamente conforman el sustento de dicha arquitectura en el transcurrir del tiempo. Una de estas ideas es la de «alegría», tal y como señala Miguel Sobrino:

Podrá parecer un tópico, pero la arquitectura sevillana ha tenido siempre un hilo conductor: la alegría, que quizá quede atenuada por la costumbre para quien vive allí, pero que salta a los ojos del visitante; una alegría impresa en sus amplias portadas de mármol o de ladrillo tallado, en los colores (el albero, el rojo Sevilla, tan similar al veneciano) de sus muros, en los balcones protegidos por guardapolvos de pizarras recortadas, en las cubiertas de teja muy inclinadas, rematadas a veces con piezas esmaltadas en cumbreras y limatesas o con esferas y pináculos en la cúspide —aunque el último siglo ha ido dando al traste con muchos de los tejados sevillanos, sustituidos por azoteas—, en la renovada energía con que se afrontaban los modelos clásicos llegados de Italia, en los patios que, aun guardadores de intimidad, son sin duda los más exhibicionistas de todos los andaluces.

Una aparición destacada de la arquitectura sevillana en la música se encuentra en el pasodoble Rocío, una de las muchas canciones que Rafael de León y Manuel Quiroga ambientaron en Sevilla. En esta canción se describen dos patios sevillanos, uno doméstico y el otro conventual, ambos «salpicados de flores» y con una fuente en su centro. Ambos espacios comparten los elementos esenciales de su arquitectura, mientras que se diferencian en el ánimo de las personas que los habitan: en el primero, una joven flirtea con su novio; en el segundo, una monja riega las plantas en soledad.